# Pararge praeaustralis
Pararge praeaustralis är en fjärilsart som beskrevs av Ruggero Verity 1922. Pararge praeaustralis ingår i släktet Pararge och familjen praktfjärilar. Inga underarter finns listade i Catalogue of Life.